# Carrizales (Santa Fe)
Carrizales (a veces llamada Clarke) es una comuna ubicada en el Departamento Iriondo, provincia de Santa Fe, Argentina.
El pueblo Carrizales (Clarke) fue fundado el 15 de noviembre de 1886 (fecha en que fue aprobada su traza en el Archivo General de la provincia de Santa Fe). Carrizales-estación Clarke se encuentra a 65 km al norte de Rosario y a 117 km al sur de la ciudad de Santa Fe. Las vías del ferrocarril Buenos Aires a Rosario (posteriormente Central Argentino) de Rosario a Díaz, que pasa por la localidad de Clarke, fueron inauguradas en 1880 y en 1888 se inaugura la estación, la que es bautizada con el nombre del donante, el Sr. Clarke. Al inaugurarse la estación y ser las tierras aledañas de una gran fertilidad, estas circunstancias aunadas atrajeron una considerable cantidad de agricultores y comerciantes para abastecerlos. 
Este pueblo se levanta en una zona de numerosos carrizales, conocida desde tiempos remotos con el nombre de Carrizales de Medina, que fuera uno de los propietarios de esas tierras que luego fraccionó en lotes para su venta. Los títulos de propiedad más antiguos se remontan al año 1773, pero el gobierno provincial sólo los legalizó en el año 1823.
El carrizo (Phragmites australis) es una fanerógama perteneciente a la familia de las Gramíneas o Poáceas. Esta caña ha sido utilizada tradicionalmente para techar chozos y preparar cercados en algunos lugares.
Es una planta perenne, con un rizoma rastrero con capacidad para crecer en la superficie buscando agua. Puede alcanzar los 4 m de altura y 2 cm de diámetro, presentando una gran inflorescencia al final del tallo.

## Historia
- En 1829 se libró en los "Carrizales" de Medina la batalla del Mio-Mio, entre el Brigadier Estanislao López y Juan Lavalle.
- En el año 1898 se funda la primera escuela, siendo el Sr. Díaz Ruiz su primer maestro y director.
- En 1907 el presidente de la Nación Figueroa Alcorta decreta el nombre de "CLARKE"  a la estación, en mérito y reconocimiento a Don Thomas Charles Clarke.
- Los Primeros habitantes de la zona fueron las familias Pepe, Pereyra, Rovetto, Almagro Paz, Ellena, Bella, Bignoli, entre otras.
- En 1909 se designa como primer presidente al Sr. José Pepe y como tesorero al Sr. Pedro Besone.
- En 1910 se donan los terrenos para la construcción de la iglesia San Miguel Arcángel.
- Comienza a funcionar en 1935 la escuela de CAMPO BÜRKI siendo su primer director el Sr. Lindolfo Palavecino.
- En 1963 fue instalada una cooperativa telefónica y un año más tarde comenzó a funcionar el primer servicio con una cabina pública y al poco tiempo se instalaron los primeros teléfonos.
- Se inaugura en 1978 una filial bancaria, de la localidad de Serodino.
- En 1979, Omar Domingo Rubens Graffigna, quien nació en esta localidad en el año 1926, llega a la comandancia de la Fuerza Aérea Argentina en su carácter de Brigadier General.Fue parte del grupo de altos mandos que tomó el poder y estableció la dictadura militar en Argentina. Como miembro de la junta militar, se le acusó de haber participado en la planificación y ejecución del terrorismo de Estado. Esto incluye el diseño de políticas y estrategias represivas para eliminar a los opositores políticos y sociales del régimen militar. Acumulo acusaciones por represión y violaciones a los derechos humanos, operaciones clandestinas de inteligencia, como el secuestro y la tortura de "sospechosos" de ser opositores al régimen militar.

## Batalla del "Mio-Mio"
Sylvestre Begnis explicó que Carrizales era mejor porque la historia cuenta que el Brigadier Estanislao López era perseguido por Juan Lavalle y Justo José de Urquiza.
López, conocedor de la zona, puso morrales a sus caballos para que no comieran romerillo, también conocido como mío mío, porque es venenoso.
"Como Lavalle y Urquiza no sabían la existencia de este vegetal en la zona, no protegían a sus corceles por lo que enfermaron y murieron. Al quedar de a pie los caudillos Lavalle y Urquiza, López aprovechó la inferioridad de sus rivales y ganó la batalla en los carrizales".

## Lugares de interés
- Palacio Comunal de Carrizales

## Población
Cuenta con 1,241 habitantes (Indec, 2010), lo que representa un descenso frente a los 1,318 habitantes (Indec, 2001) del censo anterior.
| Gráfica de evolución demográfica de Clarke entre 1991 y 2010 |
|                                                              |
| Fuente: Censos nacionales del INDEC                          |

## Instituciones
- Hogar con centro de día Santa Cecilia
- Geriátrico El Arcángel
- Centro cultural
- Club Atlético Unión de Clarke
- Biblioteca popular Pablo Pizzurno
- Cooperativa telefónica y de otros servicios públicos de Clarke Limitada
- Mutual de Ayuda entre Asociados y Adherentes Del Club Atlético Unión de Clarke
- AFIDI
- S.A.M.Co
- Agricultores Federados Argentinos
- Comisaría 9.ª
- Palacio Comunal
- Juzgado de Paz

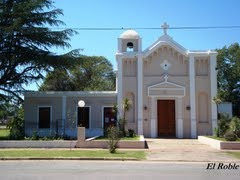
Iglesia de Clarke

- Iglesia católica de San Miguel Arcángel
- ONG El Nido
- Centro de jubilados y pensionados

## Educación
Carlos Moscarola, joven maestro del pueblo, emigró a la frontera de Río Pico, provincia de Chubut para enseñar a los niños del pueblo, siendo un orgullo para los clarkenses.
- Jardín de infantes N.º 266 Raíces de Federación
- Escuela primaria N.º 259 General Manuel Belgrano
- Escuela de Educación  Secundaria Orientada N.º 600 "Héroes de Malvinas"

## Santo Patrono
- San Miguel Arcángel. Festividad: 29 de septiembre

## Deporte

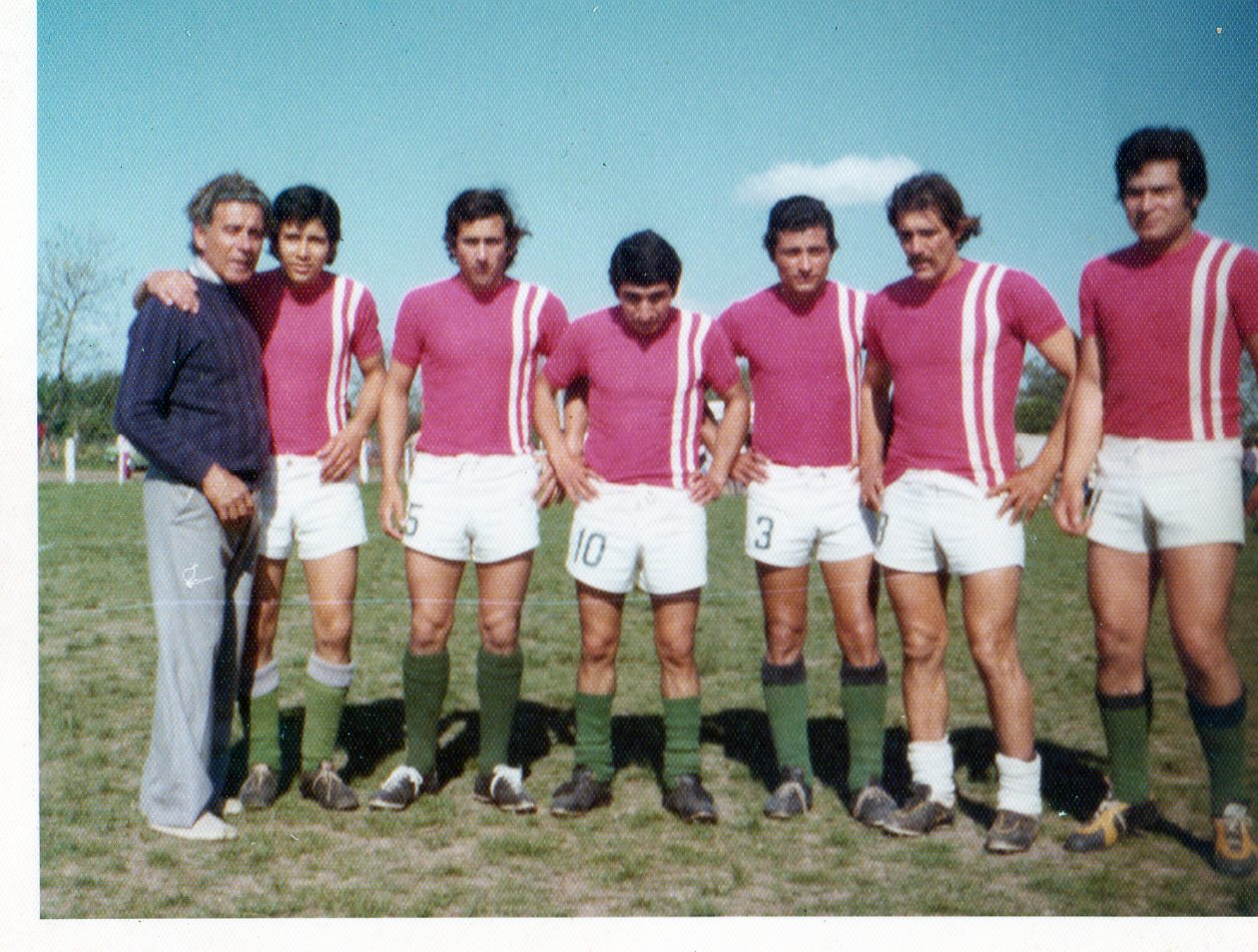
Unión de Clarke, campeón 1975 de la Liga Regional Totorense de fútbol.

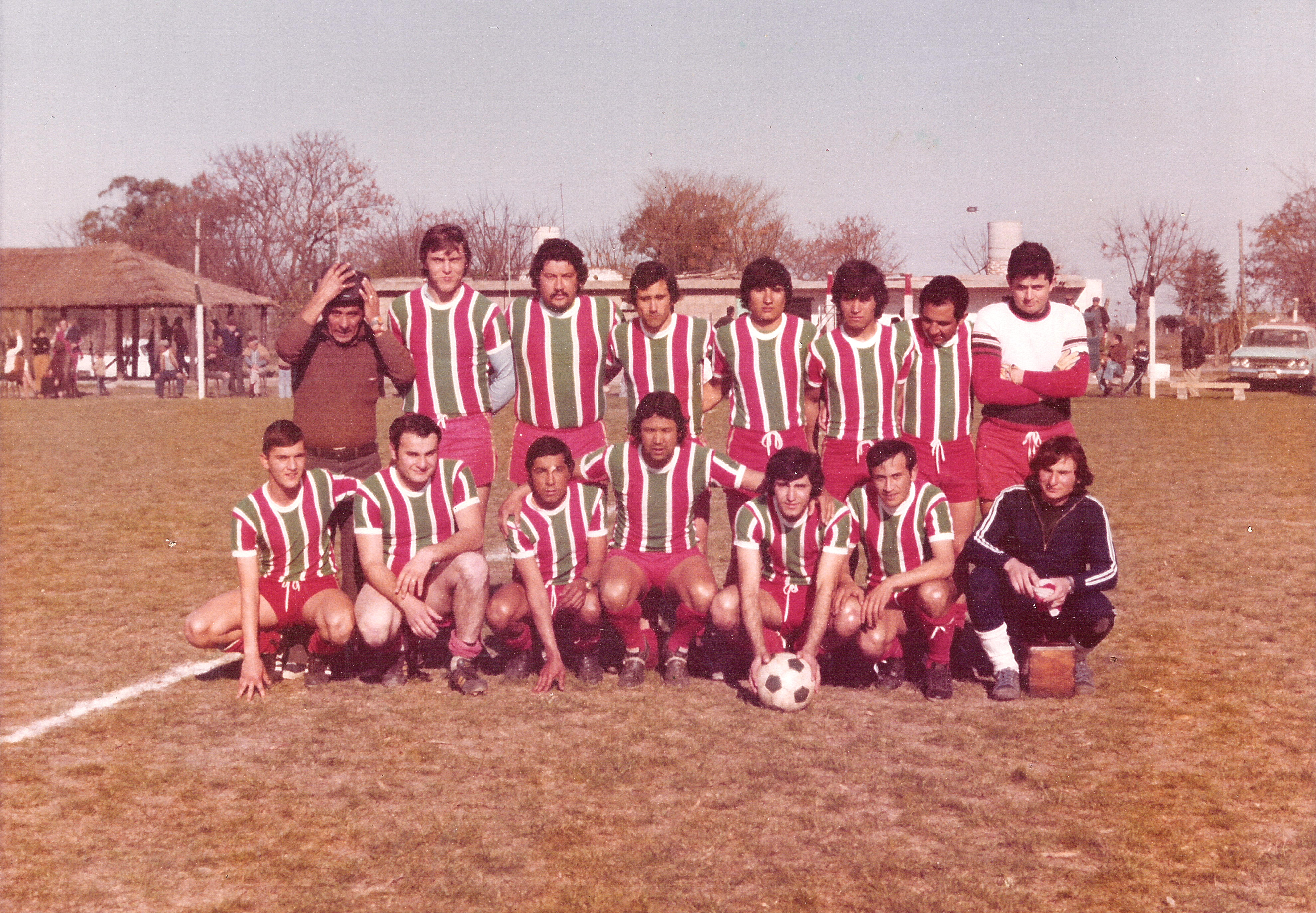
Unión de Clarke, campeón 1978 de la Liga Regional Totorense de fútbol.

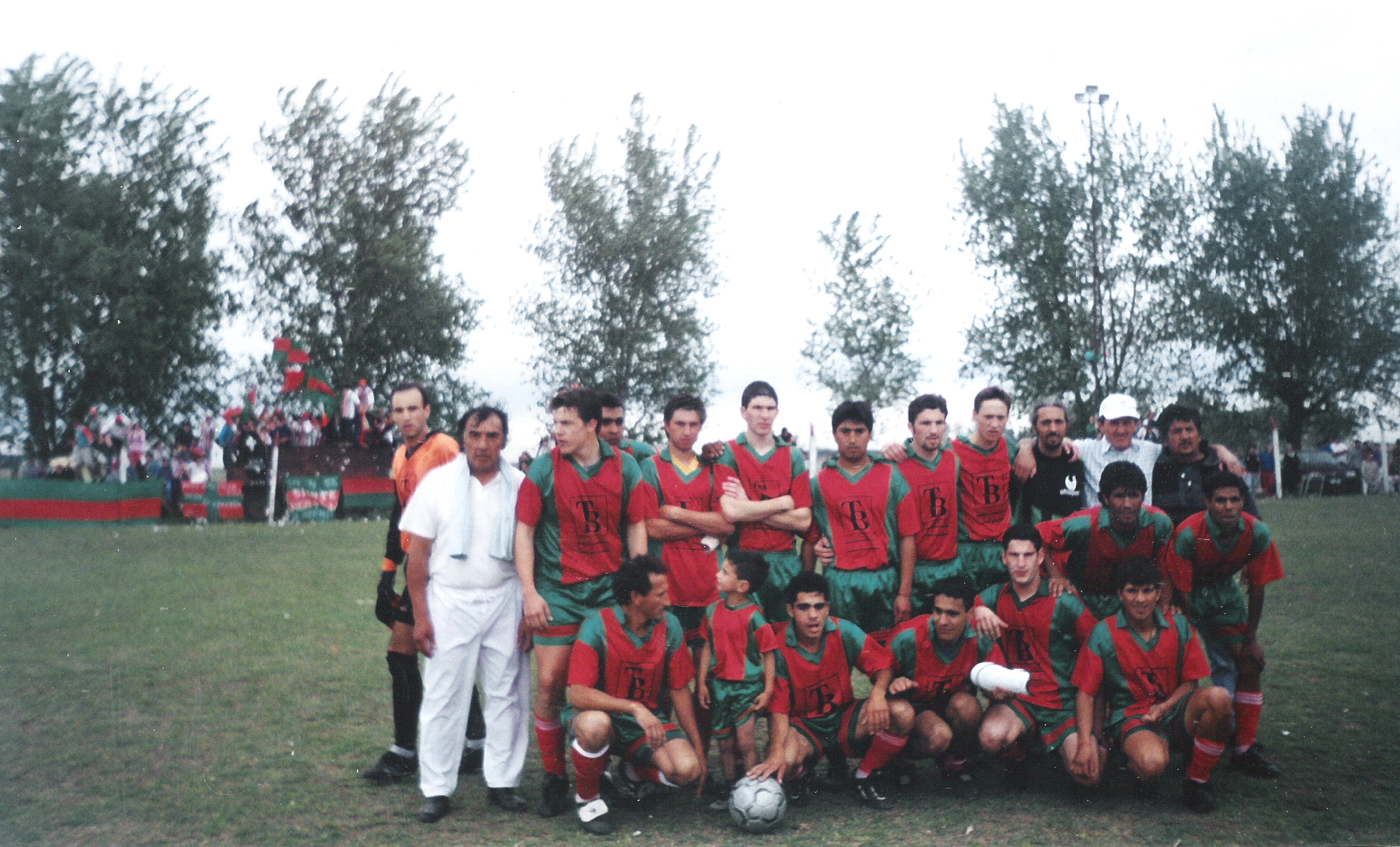
Unión de Clarke, campeón 2003 de la Liga Regional Totorense de fútbol.

Unión de Clarke, campeón 2007 de la Copa Federación de la provincia de Santa Fe.

Años posteriores a la fundación del pueblo existían 3 clubes en funcionamiento: El Club Gral. Urquiza (Centro Juvenil Agrario), el Centro Recreativo Argentino y el Club Atlético Unión, actualmente funcionan estos dos últimos en forma conjunta.
A pesar de su ya marcada pequeña población, la localidad cuenta con una reconocida institución deportiva en la región, el Club Atlético Unión de Clarke, el cual se ha consagrado en varias ocasiones como campeón anual de la Liga Regional Totorense de Fútbol: 1975, 1978 y 2003. 
Unión tiene como clásico rival al Club Atlético Belgrano de Serodino, al cual ha vencido en múltiples ocasiones. Entre las victorias más importantes y contundentes encontramos el 0-6 obtenido como visitante en el 2005, una serie de penales en el 2006 para definir el finalista de La Liga Regional Totorense de Fútbol, la cual comienza de manera adversa para Unión, ya que se encontraba perdiendo 0-2, pero gracias a la gran actuación del arquero "cuisero" la serie finaliza 6-7 y por último en el 2011, Unión recibe como local a su rival, y mientras Clarke ganaba 3 a 0, la parcialidad visitante comienza a arrojar bombas de estruendo dentro de la cancha, lo que provoca la suspensión del partido.
Unión se consagró campeón de la Copa Federación 2006-2007. Venció a Las Rosas (Williams Kemmis), Independiente de Ataliva, Newell's de Santa Fe, La Escuelita de San Lorenzo, y en la final se impuso ante el Club Deportivo Unión de Gobernador Crespo.
- Facebook del Club Atlético Unión de Clarke (Subcomisión de Fútbol) (enlace roto disponible en Internet Archive; véase el historial, la primera versión y la última).
- Video de los 90 años del Club Atlético Unión de Clarke
- Aniversario del Club Atlético Unión de Clarke Campeón de la L.R.T en 2003

## Personalidades
- Omar Domingo Rubens Graffigna (2 de abril de 1926 - 9 de diciembre de 2019),[2] militar argentino que alcanzó el rango de Brigadier General, fue Comandante en Jefe de la Fuerza Aérea Argentina desde el 26 de enero de 1979[3] hasta el 17 de diciembre de 1981.[4]